# La Bayamesa
La Bayamesa ali El Himno de Bayamo je državna himna republike Kube. Melodijo je napisal kubanski pesnik in skladatelj Perucho Figueredo leta 1867, prvič so jo zaigrali med bitko za Bayamo leta 1868. Ob zmagi nad Španci je Figueredo, ki se je tudi sam udeležil bitke, sestavil še besedilo. Za državno himno so jo sprejeli leta 1902.

## Besedilo v španščini
Al combate, corred, Bayameses,

Que la Patria os contempla orgullosa;

No temáis una muerte gloriosa,

Que morir por la Patria es vivir.

En cadenas vivir, es vivir

En afrenta y oprobio sumido;

Del clarín escuchad el sonido;

¡A las armas, valientes, corred!

## Slovenski prevod
Pohitite v boj, možje iz Bayama!

Očetnjava vas ponosno opazuje;

Ne bojte se veličastne smrti,

ker umreti za očetnjavo pomeni živeti.

Živeti v okovih je živeti

nečastno in v sramoti;

Prisluhnite zvoku lovskega roga;

Pohitite, pogumni, v boj!